# Desmond Doss

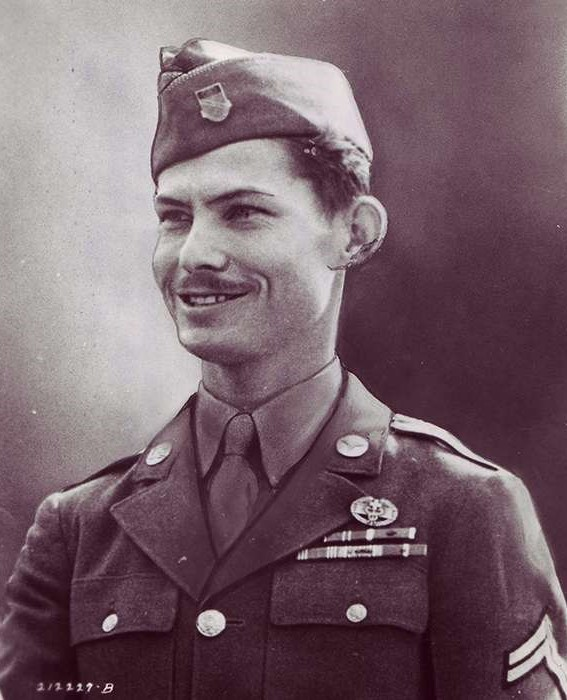
Desmond Doss

Desmond Thomas Doss (geboren am 7. Februar 1919 in Lynchburg, Virginia; gestorben am 23. März 2006 in Piedmont, Alabama) war ein Veteran der United States Army. Er war der erste von nur drei Militärangehörigen der Streitkräfte der Vereinigten Staaten (die anderen waren Thomas William Bennett und Joseph Guy LaPointe Jr., die beide posthum ausgezeichnet wurden), die den Dienst an der Waffe verweigerten und mit der Medal of Honor ausgezeichnet wurden, und der einzige der drei, dem diese Auszeichnung noch zu Lebzeiten verliehen wurde. Für seine Auszeichnungen spielte vor allem die Tatsache eine Rolle, dass er schätzungsweise 75 verwundeten Kameraden das Leben rettete. Zuletzt diente er als Corporal in einer Sanitätseinheit der 77th Infantry Division.

## Leben
Desmond Doss wurde am 7. Februar 1919 als Sohn von William Thomas Doss, einem Zimmermann, und Bertha Edward Oliver Doss, einer einfachen Arbeiterin in einer Schuhfabrik, in Lynchburg, Virginia geboren. Er brach die High School nach acht Jahren ab und arbeitete in einer Holzfabrik. Von seinen Eltern wurde er nach den Grundsätzen der Siebenten-Tags-Adventisten erzogen und wurde mit 21 Jahren Diakon an der Park Avenue Seventh Day Adventist Church.
Bevor er sich 1942 nach dem Eintritt der Vereinigten Staaten in den Zweiten Weltkrieg freiwillig meldete, arbeitete er auf der Newport News Naval Shipyard. Auf Grund seines Glaubens (Doss gehörte der Freikirche der Siebenten-Tags-Adventisten an) wurde ihm angeboten, vom Kriegsdienst zurückgestellt zu werden, was er aber zurückwies, da er seinem Land dienen wollte, soweit es seinen Glaubensüberzeugungen nicht widersprach. So bat er um eine militärische Verwendung, die ihm das Befolgen seines Glaubens ermöglichte, weil Doss auf Grund des Gebots „Du sollst nicht töten“ weder mit einer Waffe ausgerüstet werden noch auf andere Menschen schießen wollte. Deshalb wurde er als Sanitäter im 307th Infantry Regiment der 77th Infantry Division eingesetzt.
An ersten Kampfhandlungen nahm er während der Schlacht um Guam teil. Davor wurde er von seinen Kameraden oft wegen seines Glaubens angefeindet. Vor allem seine Weigerung, eine Waffe zu tragen, wurde ihm als Pflichtverletzung vorgeworfen. Dies änderte sich nach den ersten Kämpfen, in die seine Einheit verwickelt wurde, da er vielen seiner Kameraden das Leben rettete. Für seine Verdienste bei der Schlacht um Leyte während der Rückeroberung der Philippinen zwischen November 1944 und Februar 1945 wurde er mit der Bronze Star Medal ausgezeichnet.

### Medal of Honor

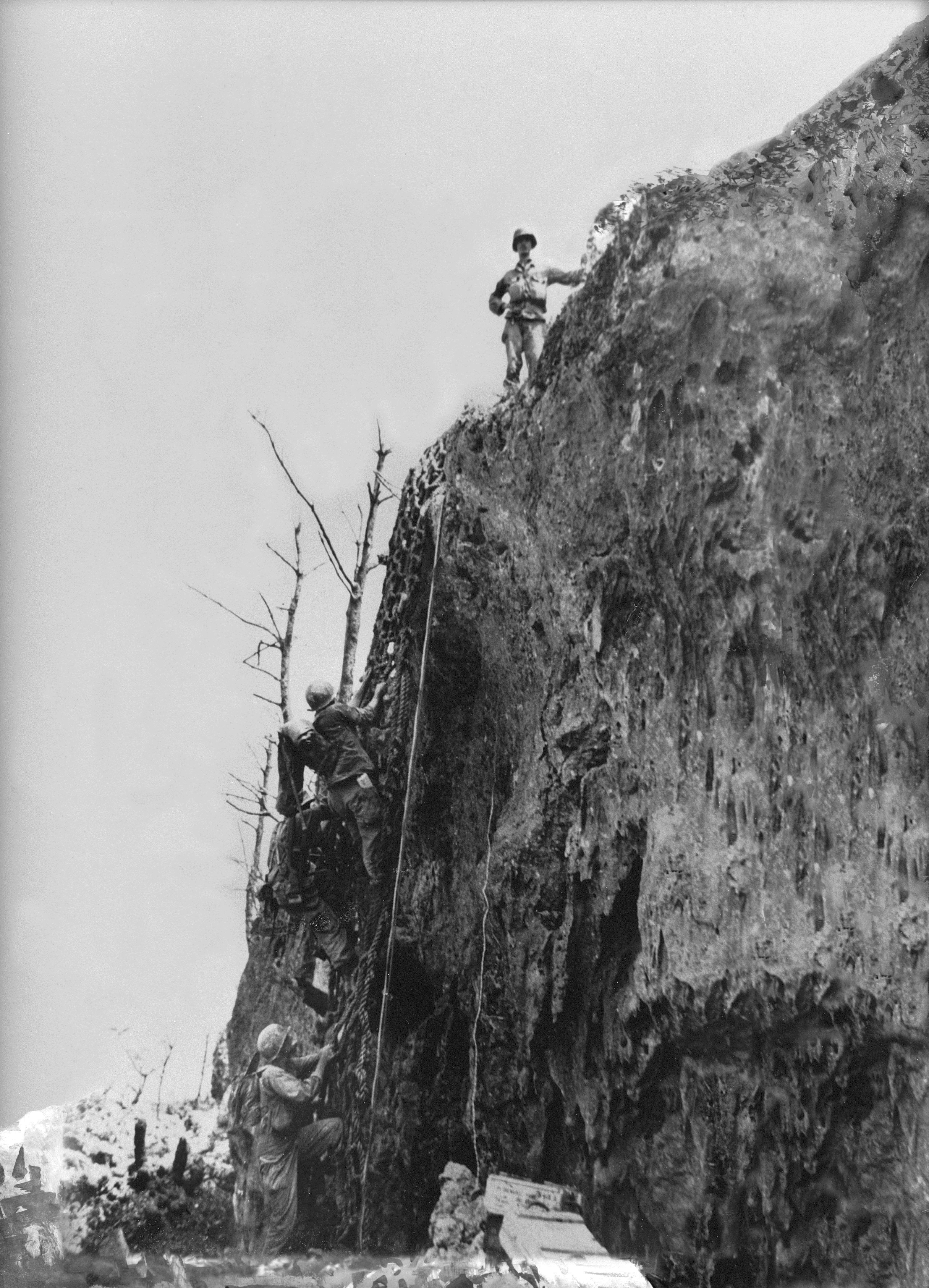
Desmond Doss auf dem Felsplateau von Maeda während der Schlacht um Okinawa

Nachdem am 1. April 1945 die Schlacht um Okinawa begonnen hatte, wurde das Regiment von Doss dorthin eingeschifft. Sie nahmen am 29. April erstmals an Kampfhandlungen teil. Am ersten Tag der Kämpfe wird Doss die Rettung von 75 verwundeten Soldaten unter japanischem Feuer zugeschrieben. Die genaue Anzahl der Soldaten ist aber unklar. Sein Vorgesetzter gab später an, dass er Doss für die Rettung von über 100 Personen ehren wollte, dieser aber lediglich 50 gezählt haben wollte, und somit einigten sie sich schließlich auf 75. Seine Einheit hatte eine Felswand bestiegen, war oberhalb dieser unter schweres Artillerie- und Maschinengewehrfeuer geraten und musste schwere Verluste hinnehmen. Doss begann, die Verwundeten einen nach dem anderen einzusammeln und seilte diese die Felswand hinunter in Sicherheit ab.
Während der weiteren Kampfhandlungen auf Okinawa rettete er weitere Leben und wurde insgesamt dreimal verwundet. Seine schwerste Verwundung erlitt er am 12. Mai 1945. Er wurde von einer Granate an beiden Beinen schwer verwundet. Trotzdem weigerte er sich, andere Sanitäter zur Hilfe zu holen, da diese an anderen Orten dringender benötigt wurden. Als er schließlich einige Stunden später vom Schlachtfeld gerettet wurde, sprang er von der Trage und wies die anderen Sanitäter an, schwerer verwundete Soldaten zu versorgen.
Wegen seiner Taten auf Okinawa wurde er am 12. Oktober 1945 in das Weiße Haus eingeladen, um dort mit vierzehn anderen Soldaten von US-Präsident Harry S. Truman mit der Medal of Honor ausgezeichnet zu werden. Er war der erste Soldat, der, ohne eine Kugel im Krieg abgefeuert zu haben, mit der höchsten Auszeichnung der Streitkräfte der Vereinigten Staaten ausgezeichnet wurde.

### Späteres Leben

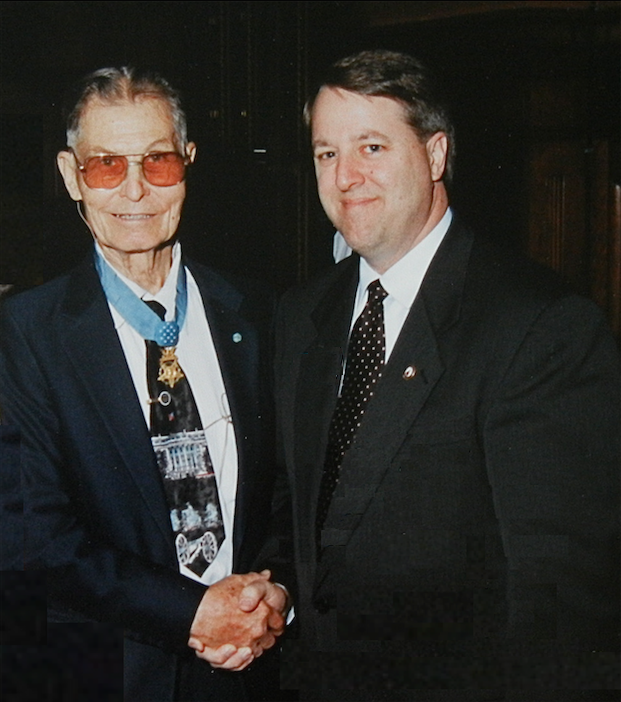
Desmond Doss (links) im März 2000

Kurz bevor er die Armee 1946 verließ, wurde bei ihm Tuberkulose diagnostiziert. Er brauchte Jahre, um sich von den im Krieg erlittenen Verletzungen und Strapazen zu erholen. Ihm mussten schließlich ein Lungenflügel und mehrere Rippen entfernt werden. Als Spätfolge verlor er 1976 sein Gehör. Zusammen mit seiner Frau Dorothy Pauline Schutte, die er bereits vor seinem Kampfeinsatz geheiratet hatte, zog er nach Georgia. Hier lebte das Paar zusammen mit seinem Sohn auf einer Farm. Nachdem seine Geschichte 1959 durch die Fernsehproduktion This Is Your Life bekannt gemacht worden war, folgten unzählige Einladungen zu Vorträgen, wo er von seinen Erlebnissen und seinem Glauben erzählte.
Nachdem seine Frau 1991 bei einem Unfall gestorben war, heiratete er 1993 erneut. Seine zweite Frau Frances May Duman schrieb über sein Leben 1998 das Buch Desmond Doss: In God’s Care, das 2005 unter dem Titel Desmond Doss: Conscientious Objector: The Story of an Unlikely Hero erneut aufgelegt wurde.
Desmond Doss starb am 23. März 2006 in Piedmont, Alabama im Familienkreis. Er wurde mit allen militärischen Ehren auf dem Chattanooga National Cemetery in Tennessee begraben.

## Ehrungen

### Militärische Ehrungen
- – Medal of Honor
- – Combat Medical Badge
- – Bronze Star
- – Purple Heart mit zweifachem Eichenlaub (drei Verwundungen)
- – Army Good Conduct Medal
- – American Campaign Medal
- – Asiatic-Pacific Campaign Medal mit drei Sternen (Leyte-Kampagne, Philippinen-Kampagne und Okinawa-Kampagne)
- – World War II Victory Medal
- – Army of Occupation Medal
- – Philippine Liberation Medal
- – Presidential Unit Citation
- – Army Meritorious Unit Commendation

### Weitere Ehrungen
- Von 1951 bis 1970 fand in Grand Ledge, Michigan jährlich ein Trainingsprogramm des Medical Cadet Corps statt. Es wurde zu seinen Ehren Camp Desmond T. Doss genannt.[8]
- Im Walker County wurde der Georgia Highway 2 zwischen dem US Highway 27 und dem Georgia Highway 193 nach ihm Desmond T. Doss Medal of Honor Highway benannt.[9]
- Das Gästehaus des Walter-Reed-Militärkrankenhauses in Washington wurde 2008 in Doss Memorial Hall umbenannt.[10]
- Ein zwei Meilen langes Stück des Alabama Highway 9 in seinem Sterbeort Piedmont wurde 2008 in Desmond T. Doss, Sr. Memorial Highway umbenannt. Noch heute schmücken Veteranen am Memorial Day die Straße zu seinen Ehren.[11]

## Rezeption

### Film
- 2007: Die preisgekrönte Dokumentation The Conscientious Objector handelt von seinem Leben.[12]
- 2016: Der mit zwei Oscars ausgezeichnete Kinofilm Hacksaw Ridge – Die Entscheidung von Mel Gibson mit Andrew Garfield behandelt seine Taten auf Okinawa.[13]

### Comic
- Doug Murray zeichnete 1994 ein Medal of Honor Special, das unter anderem Desmond T. Doss behandelt und bei Dark Horse Comics erschien.[14]